# 安城 (诗人)
安城（1979年—），加拿大华裔作家、诗人。

## 生平
1979年出生于安徽桐城。其诗作于1999年曾获祖国五十周年志庆国际华人诗书画大赛诗歌奖，2018年第一届法拉盛国际诗歌节 （页面存档备份，存于）三等奖以及2019年美国汉新文学奖佳作奖。安城出版的现代诗集有《黑夜的手》、《真金蓝衣》、《一只鸟》及《虚无》。
安城早年毕业于河南工业大学，获工学士学位。后求学清华大学获文学士学位。又获澳大利亚悉尼大学项目管理硕士学位 （页面存档备份，存于）。安城持有美国项目管理协会 （页面存档备份，存于）认证的项目管理专业人员资格。

## 引用
1. ↑  . Flushing Poetry.   [2019-12-22]. （原始内容存档于2020-11-23） （英语）.
2. ↑  . www.overseaswindow.com.   [2019-12-22].
3. ↑  .   [2019-12-25]. （原始内容存档于2020-10-30） （中文（中国大陆））.
4. ↑  .   [2019-12-22]. （原始内容存档于2020-08-04） （中文（中国大陆））.
5. ↑  .   [2019-12-25]. （原始内容存档于2020-12-03） （中文（中国大陆））.

## 链接
铁汉诗心